# 34337 Mihirjoshi
34337 Mihirjoshi è un asteroide della fascia principale. Scoperto nel 2000, presenta un'orbita caratterizzata da un semiasse maggiore pari a 2,4126901 au e da un'eccentricità di 0,1074883, inclinata di 3,55017° rispetto all'eclittica.